# Charles Esten

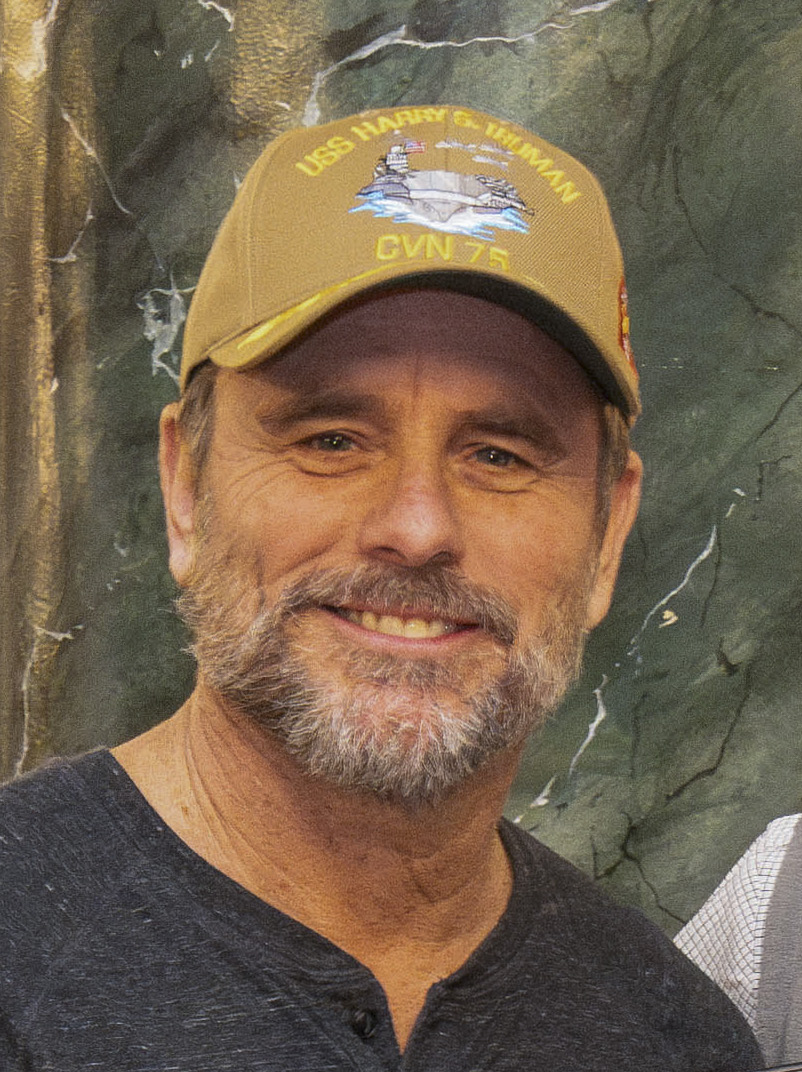
Charles Esten, 2024

Charles Esten Puskar (* 9. September 1965 in Pittsburgh) ist ein US-amerikanischer Schauspieler, Sänger, Songwriter und Comedian. Seine bekannteste Rolle ist die des Country-Musikers Deacon Claybourne in der amerikanischen Fernsehserie  Nashville, die er von 2012 bis zum Ende der Serie 2018 spielte. Seit 2020 spielt er in der Netflix-Serie  Outer Banks die Rolle des Ward Cameron.

## Leben

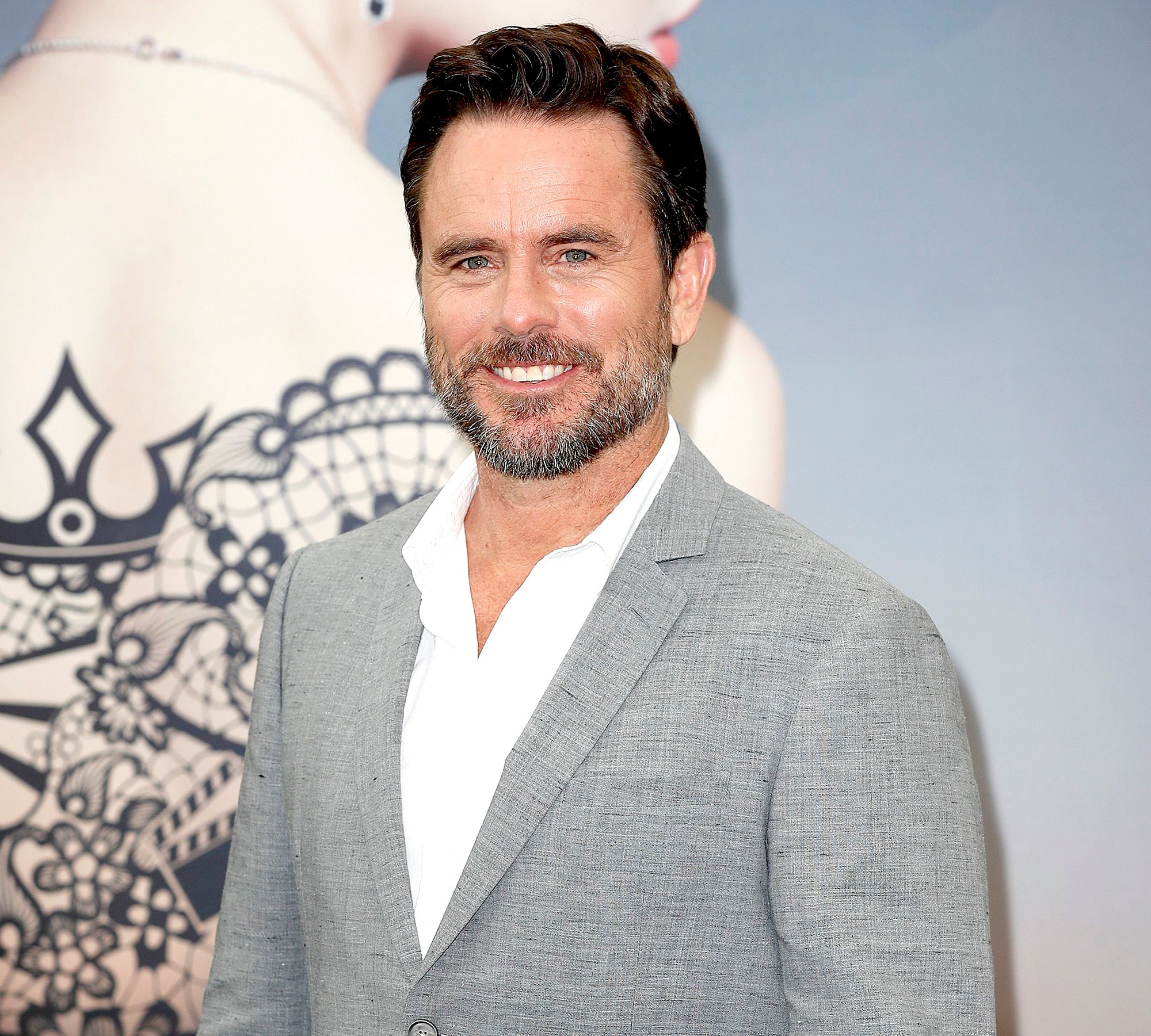
Charles Esten, 2020

Esten schloss ein Studium am College of William and Mary in Williamsburg, Virginia, ab. Danach trat er ab den 1990er Jahren in zahlreicher Fernsehserien auf, u. a. in Star Trek: Raumschiff Voyager und Superman – Die Abenteuer von Lois & Clark (beide 1996). In dem Kriminalfilm Mord ohne Erinnerung (1997) spielte er neben Hilary Swank als Ehefrau einen Mann, der im Zustand von Somnambulismus seine Schwiegermutter tötet.
In der Dystopie Postman (1997) von und mit Kevin Costner spielte er den Ehemann von Abby (Olivia Williams). In dem Thriller Thirteen Days (2000) war Esten erneut an der Seite von Costner zu sehen. In dem Filmdrama Save It for Later (2003) spielte er neben Theresa Russell und Craig Sheffer eine größere Rolle. In der Komödie Swing Vote – Die beste Wahl (2008) hatte er ein weiteres Mal eine Rolle neben Costner. Von 1999 bis 2005 war er Castmitglied in der amerikanischen Comedy-Sendung Whose Line Is It Anyway?.  Von 2012 bis 2018 spielte er als Country-Sänger und -Gitarrist Deacon Claybourne in der amerikanischen Fernsehserie  Nashville eine Hauptrolle. Er war auch für den Soundtrack der Serie als Sänger und Songwriter tätig. Esten ist seit 1991 mit Patty Hanson verheiratet; das Paar hat drei Kinder.

## Filmografie (Auswahl)
- 1993: Raumschiff Enterprise – Das nächste Jahrhundert (Star Trek: The Next Generation, Fernsehserie, Folge 6x23)
- 1995–1996: Hallo Cockpit (The Crew, Fernsehserie, 21 Folgen)
- 1997: Mord ohne Erinnerung (The Sleepwalker Killing)
- 1997: Postman (The Postman)
- 1998–2000: The Brian Benben Show (Fernsehserie, 7 Folgen)
- 1999: The Expendables
- 2000: Party of Five (Fernsehserie, 7 Folgen)
- 2000: Thirteen Days
- 2002: Ten Minutes Older: The Trumpet
- 2003: All Grown Up
- 2003: Save It for Later
- 2003: Nobody Knows Anything!
- 2006: Cold Case – Kein Opfer ist je vergessen (Cold Case, Fernsehserie, Folge 4x06)
- 2006: Das Büro (The Office, Fernsehserie, 7 Folgen)
- 2007–2008: Emergency Room – Die Notaufnahme (ER, Fernsehserie, 4 Folgen)
- 2008: Swing Vote – Die beste Wahl (Swing Vote)
- 2010: Navy CIS: Los Angeles (Fernsehserie, 1 Folge S1 F7-Alina)
- 2011: Wilfred (Fernsehserie, 2 Folgen)
- 2011: Enlightened – Erleuchtung mit Hindernissen (Enlightened, Fernsehserie, 6 Folgen)
- 2011–2012: Jessie (Fernsehserie, 4 Folgen)
- 2012–2018: Nashville (Fernsehserie, 123 Folgen)
- 2020–2023: Outer Banks (Fernsehserie, 27 Folgen)